# Johann Lechner (Songwriter)
Johann „Hans“ Lechner (* 7. September 1957 in Frauental an der Laßnitz, Steiermark) ist ein österreichischer Songwriter (Tondichter) und Saxophonist.

## Leben
Lechner erwarb am Francisco Josephinum in Wieselburg, Niederösterreich, den Grad eines Ingenieurs für Landtechnik. Seit seiner Jugend begeistert er sich für Musik, auch neben seiner Lehrtätigkeit als Fachlehrer an der Landwirtschaftlichen Fachschule Grottenhof-Hardt.
Durch einen Unfall ist er seit 1997 querschnittsgelähmt. Nach dem Unglück war er einige Jahre Bürgermeister in seiner Heimatgemeinde Bad Gams und machte dann Musik zu seinem Lebensinhalt. Ehrenamtlich engagiert er sich bei dem von ihm mitgegründeten Verein „Selbstbestimmt Leben Steiermark“ und komponierte die Hymne „Wir sind stark“.

## Tätigkeit als Musiker
Neben seinem Lieblingsinstrument Saxophon beherrscht er auch die Klarinette und die Gitarre. Er war Gründungsmitglied mehrerer Gruppen („Die lustigen Sulmtaler“ (Folk), „Smash“ (Coverband), „Attention“ (Funk), „Unter Anderen“ (Jazzrock)), die über viele Jahre in ganz Europa auftraten. Daneben gründete Lechner mit Christian Huber in Graz das Tonstudio „Europa“ und spielte als Saxophonist bei den Konzert-Bands „Unter Anderen“ oder „Attention“ und bei „Funky Jazz Lounge“. Höhepunkt war eine China-Tournee mit der Brass-Formation „Mobile Musikalische Eingreiftruppe“ (kurz MME). Auftritte beim „Grand Prix der Volksmusik 2010“ und bei „Licht ins Dunkel“ 2015 (ORF) folgten.
Der wichtigste Teil seines Lebenswerkes sind seine Kompositionen. Über 100 Lieder hat er bisher geschaffen. Unter seinem Label Tondichter Records veröffentlichte er mehrere CDs: Valun, Lounge Music, Himmlische Sax Melodien und Amor. Für die Wanderausstellung „Leonardo da Vinci“ produzierte er 2008 eine Reihe von Musikstücken, die zeigen sollten, wie Da Vinci heute musikalisch tätig wäre (CD Leonardo).
Sein „Sorger Marsch“, eine Auftragsarbeit zur 100-Jahr-Feier der Firma Sorger (Frauental an der Laßnitz), wurde 2007 von 1000 Blasmusikern zugleich gespielt. Ein Volks-Ave-Santa-Maria komponierte er für die 100-Jahr-Feier der Stadtgemeinde Deutschlandsberg 2018. Über 200 Personen (Chor und Streichorchester) nahmen an der Uraufführung teil. 
Seit 2011 ist Lechner mit Glaci aus Brasilien verheiratet und verbringt jedes Jahr die Wintermonate in Brasilien.
Sein Sohn Amadeus (* 1996, Deutschlandsberg) arbeitet als Schlagzeuger.